# آگوست وستر
آگوست وستر (انگلیسی: August Wester; ۱۲ فوریهٔ ۱۸۸۲ – ۱ سپتامبر ۱۹۶۰) کشتی‌گیر اهل ایالات متحده آمریکا بود.